# Ruch Kulturowy
Ruch Kulturowy – apolityczna i ponadorganizacyjna w założeniu struktura konspiracyjna utworzona przez zgrupowanych wokół pisma „Sztuka i Naród” członków Konfederacji Narodu. Działał w latach 1943–1944.

## Geneza
Pomysłodawcą i twórcą Ruchu Kulturowego był redaktor naczelny pisma „Sztuka i Naród”, Andrzej Trzebiński, chociaż niektórzy historycy wskazują także na osobę Włodzimierza Pietrzaka (ps. „Balk”), kierownika pionu kulturowego Konfederacji Narodu. Idea Ruchu krystalizowała się w środowsku „Sztuki i Narodu” wiosną i latem 1943, za formalny początek jego istnienia należy jednak przyjąć rozkaz Jerzego Hagmajera (ps. „Kiejstut”) z lipca 1943. W sierpniu Ruch posiadał już kształt organizacyjny i liczył ok. 30 osób.
Na jego czele stali kolejno:
- Andrzej Trzebiński – rozstrzelany 12.11.1943 r.
- Jerzy Schwakopf (ps. „Osmoliński”)

W styczniu 1944 zespół, do którego należeli: Jerzy Schwakopf, Tadeusz Sołtan, Natalia Bojarska, Tadeusz Gajcy i Stanisław Marczak, zredagował ostateczną wersję Deklaracji Ruchu Kulturowego. Na jej kształt duży wpływ wywarły poglądy nieżyjącego już wówczas twórcy i pierwszego kierownika Ruchu - Andrzeja Trzebińskiego.

## Założenia programowe i działalność
Ruch Kulturowy miał mieć z założenia charakter ponadorganizacyjny i apolityczny. Jego celem miała być gruntowna przebudowa, nawet rewolucja, polskiej świadomości kulturalnej. Przekonanie o konieczności zaistnienia takiej rewolucji wynikało, między innymi, z surowej oceny dotychczasowego stanu polskiej kultury. Środowisko „Sztuki i Narodu”, poddawało krytyce przede wszystkim bezpośrednich poprzedników - artystów międzywojnia. Postulowana rewolucja nie oznaczała jednak całkowitego odrzucenia tradycji, miała raczej polegać na mądrym i twórczym z tej tradycji wyborze. Nie oznaczała też negacji i chaosu - chciała budować nowy ład kultury zorganizowany wokół, co charakterystyczne dla tego środowiska, etyki chrześcijańskiej i metody uniwersalistycznej.
Ważnym elementem działalności Ruchu było Studium Kultury kierowane przez Tadeusza Sołtana. Jego zadaniem było organizowanie samokształcenia, formowanie i cementowanie własnego środowiska. Z natury rzeczy działalność studium skierowana była wewnątrz własnej organizacji, było ono jednak otwarte także na wpływy innych środowisk.
Pion Upowszechniania Kultury, kierowany przez Halinę Laskowską (ps. „Polanowska”), nastawiony był z kolei na oddziaływanie na zewnątrz. Ogłaszano konkursy architektoniczne dotyczące projektów odbudowy Warszawy, organizowano liczne wieczory literackie, na których prezentowano zarówno dorobek twórców z własnego środowiska, jak i gości z zewnątrz. Wśród tych ostatnich znaleźli się m.in. Jerzy Andrzejewski, Jerzy Zagórski, Czesław Miłosz, reprezentanci konspiracyjnych pism i grup literackich: „Drogi”, „Płomieni”, „Dźwigarów”, „Kultury Jutra”.
Ruch Kulturowy wydawał własne pismo: „Sprawy Kultury”, którego redaktorem naczelnym był Tadeusz Sołtan. Ukazał się tylko pierwszy numer, zawierający m.in. deklarację ideową Ruchu. Drugi, prawie całkowicie przygotowany numer, nie zdążył się ukazać przed wybuchem powstania.

## Dzieje grupy
Ruch Kulturowy cieszył się, podobnie jak całe środowisko „Sztuki i Narodu”, dużą autonomią w Konfederacji Narodu. Niemniej od początku zaznaczyły się wyraźne tendencje odśrodkowe zmierzające do całkowitego, także organizacyjnego, uniezależnienia Ruchu od Konfederacji. Potrzebę takiego uniezależnienia widział przede wszystkim Andrzej Trzebiński. Jesienią 1943 nastąpiło scalenie Konfederacji Narodu z Armią Krajową, co zmieniło także sytuację Ruchu. Jerzy Schwakopf, który stanął na jego czele po śmierci Trzebińskiego, nie podzielał jego dążenia do całkowitej niezależności od ośrodków wojskowo-politycznych. Chciał jednak wyprowadzić Ruch Kulturowy z Konfederacji i związać go z Biurem Informacji i Propagandy Armii Krajowej. Rozmowy na ten temat toczyły się za wiedzą działaczy KN. Członkowie Ruchu odbywali w ramach BiP kursy wojenne (czerwiec-lipiec 1944). Były to kursy magnetofonowo-radiowe, związane z przydziałami dziennikarskimi, jakie mieli otrzymać w BiP. Do całkowitego włączenia Ruchu Kulturowego do BiP jednak nie doszło - rozstrzygnięcie tej sprawy uniemożliwił wybuch powstania warszawskiego.